# Wereldkampioenschappen baanwielrennen 1936
De wereldkampioenschappen baanwielrennen 1936 werden van 28 augustus tot en met 6 september 1936 gehouden in het Zwitserse Zürich. Er stonden drie onderdelen op het programma, twee voor beroepsrenners en een voor amateurs.

## Uitslagen

### Beroepsrenners
| Onderdeel | Goud          | Goud      | Zilver            | Zilver    | Brons          | Brons          |
| --------- | ------------- | --------- | ----------------- | --------- | -------------- | -------------- |
| Sprint    | Jef Scherens  | België    | Louis Gérardin    | Frankrijk | Albert Richter | nazi-Duitsland |
| Stayeren  | André Raynaud | Frankrijk | Charles Lacquehay | Frankrijk | Georges Ronsse | België         |

### Amateurs
| Onderdeel | Goud           | Goud      | Zilver         | Zilver    | Brons         | Brons  |
| --------- | -------------- | --------- | -------------- | --------- | ------------- | ------ |
| Sprint    | Arie van Vliet | Nederland | Pierre Georget | Frankrijk | Henri Collard | België |

### Medaillespiegel
| Plaats | Land           | Goud | Zilver | Brons | Totaal |
| 1      | Frankrijk      | 1    | 3      | 0     | 4      |
| 2      | België         | 1    | 0      | 2     | 3      |
| 3      | Nederland      | 1    | 0      | 0     | 1      |
| 4      | nazi-Duitsland | 0    | 0      | 1     | 1      |
| Totaal | Totaal         | 3    | 3      | 3     | 9      |